# Saint Peter Port
Saint Peter Port (sau St. Peter Port) este un oraș deluros și reședința dependenței britanice Guernsey. 

## Atractii turistice
- Castle Cornet
- Candie Gardens[2]